# Celio Magno
Celio Magno (Napoli?, 12 maggio 1536 – Venezia, 6 aprile 1602) è stato un poeta italiano.
Dopo aver compiuto studi giuridici intraprese la carriera diplomatica per conto della Repubblica di Venezia. Tra le sue opere, Rime di Celio Magno e Orsatto Giustinian e il libretto Trionfo di Cristo, ispirato dalla vittoria a Lepanto.

## Biografia
Il padre era il letterato veneziano Marcantonio. Cittadino originario, era stato esiliato dalla Serenissima nel 1502 per crimini contro la religione. Dopo aver viaggiato in Francia, Germania e Spagna, si stabilì a Napoli dove fu al servizio dei Carafa come oratore. Nel 1526, grazie alla mediazione di Carlo V e di Andrea Carafa, fu graziato dal senato veneziano e tornò in laguna con la famiglia attorno al 1543.
Compì studi giuridici e fu poi diplomatico e segretario del Consiglio dei Dieci e del Senato veneziano. I suoi incarichi pubblici lo portarono a viaggiare spesso, in Dalmazia, Spagna, Siria.
Fece parte del circolo letterario di Domenico Venier e fu in contatto coi principali poeti e letterati veneti dell'epoca.
I suoi lavori poetici vennero pubblicati nel 1600 congiuntamente a quelli dell'amico Orsatto Giustinian, sotto il titolo complessivo di Rime di Celio Magno e Orsatto Giustinian. Tra i temi cari al Magno vi sono la morte, gli affetti familiari e l'amore per la sua patria veneta.
Scrisse inoltre il libretto Trionfo di Cristo, ispirato dalla vittoria a Lepanto della Lega Santa nel 1571.